# Francisco Maria de Bourbon
Francisco de Bourbon e Bragança (Madrid, 20 de agosto de 1861 – Neuilly-sur-Seine, 17 de novembro de 1923) foi um infante hispano-português, primeiro Duque de Marchena, filho mais velho do infante Sebastião da Espanha e Portugal, e de sua esposa, a infanta Maria Cristina da Espanha. Era primo-irmão do rei Afonso XII da Espanha.

## Biografia

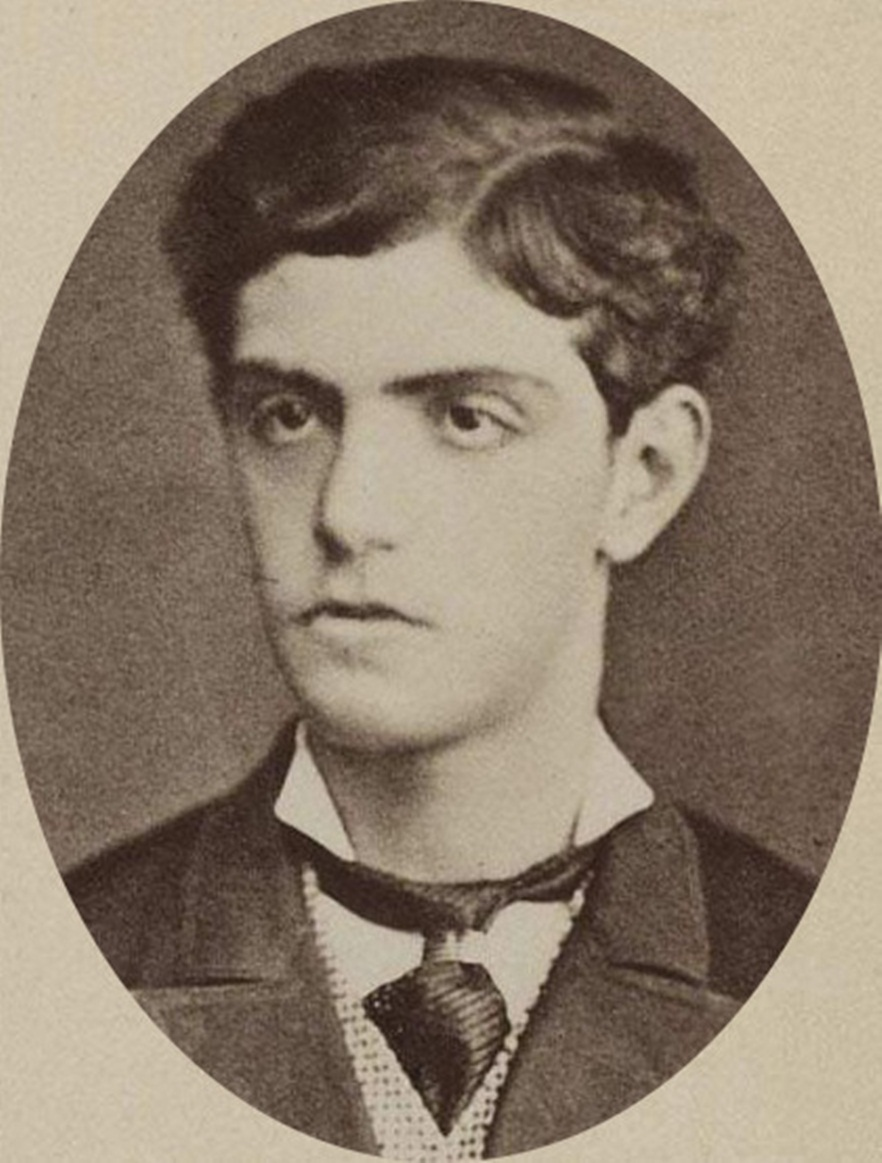
Francisco c. 1880

Nascido no dia 20 de agosto de 1861 em Madrid, Francisco era filho do infante Sebastião da Espanha e Portugal e de sua segunda esposa a infanta Maria Cristina da Espanha. Seus avós paternos eram o infante Pedro Carlos da Espanha e Portugal e sua esposa, a infanta Maria Teresa de Portugal. Seus avós maternos eram o infante Francisco de Paula da Espanha e sua esposa, a princesa Luísa Carlota das Duas Sicílias. Seu padrinho foi o imperador Pedro II do Brasil.
Embora tanto seu pai quanto sua mãe fossem infantes da Espanha por direito de nascimento e estivessem intimamente ligados à família real espanhola, ficou decidido que os filhos de Sebastião não iriam ostentar o título de Infante (mesmo que tivessem sido autorizados a usar o sobrenome Bourbon), já que a grande fortuna do pai era suficiente para manter a família de modo a não depender dos cofres do estado.
Depois da morte de seu pai, ele e seus irmãos voltaram para a Espanha, sendo criados pela comitiva da rainha Isabel II, já que a mãe tinha problemas mentais.
Em 1885, foi agraciado Duque de Marchena.

## Casamento

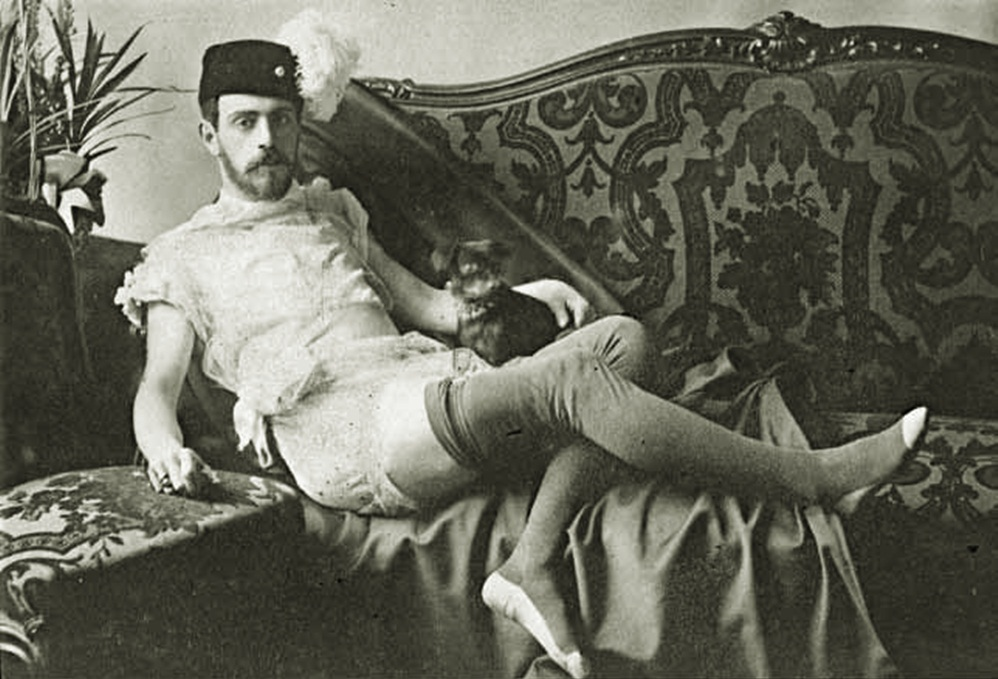
Francisco

Francisco Casou-se morganaticamente no dia 7 de janeiro de 1886 em Madrid, com Dona María del Pilar de Muguiro (17 de janeiro de 1869 – 24 de fevereiro de 1926), filha do senador Fermin Mugiro Azacarate. Eles tiveram três filhas:
- Maria Cristina Francisca de Assis (27 de julho de 1889 – 3 de outubro de 1981), casou-se com Leopold Herbert George Walford, teve quatro filhos e sucedeu seu pai como duquesa de Marchena;
- Elena (30 de julho de 1890 – 03 de janeiro de 1909), sem descendência;
- Maria dos Anjos Firmina (24 de julho de 1895 – 19 de julho de 1964), casou-se com o conde polonês Jan Ostroróg, teve uma filha.

## Morte
Ele morreu no dia 17 de novembro de 1923 em Neuilly-sur-Seine. Sua esposa recebeu o título de Duquesa de Villafranca de los Caballeros e se casou novamente em 1924 com Basil Zaharoff, com quem já mantinha um relacionamento por muitos anos.

## Honrarias
Cavaleiro da Ordem do Tosão de Ouro
 Cavaleiro da Ordem de Carlos III